# Protea acaulos
Protea acaulos es una planta fanerógama que se encuentra en el oeste de la provincia del Cabo, Sudáfrica.

## Descripción
Crece como un arbusto enano o un arbusto rastrero con una altura máxima de unos 30 cm. Es un miembro de las plantas del "complejo de los fynbos de arena ácida", que se han adaptado a la aparición regular de incendios.

## Taxonomía
Protea acaulos fue descrito por (L.) Reichard
Etimología
Protea: nombre genérico que fue creado en 1735 por Carlos Linneo en honor al dios de la mitología griega Proteo que podía cambiar de forma a voluntad, dado que las proteas tienen muchas formas diferentes.
acaulos: epíteto latíno que significa "sin tallo".
Sinonimia
- Protea acaulis Thunb.
- Protea glaucophylla Salisb.[5]